# Такі високі гори
«Такі високі гори» (рос. «Такие высокие горы») — радянський художній фільм, знятий режисером Юлією Солнцевою на кіностудії «Мосфільм» у 1974 році. Прем'єра фільму відбулася 2 вересня 1974 року.

## Сюжет
Фільм про будні сільського вчителя Степанова Івана Миколайовича (Сергій Бондарчук), який мріє виховати зі своїх учнів гармонійних людей. У звичайному розміреному житті школи відбувається драматична подія: зі школи вкрали зброю. Коли Іван Миколайович починає розбиратися з цією справою, він розуміє, що гвинтівку вкрав його учень Володя Піменов. Виявляється, в родині учня трагедія — п'яниця-батько тиранить родину, і зброя хлопчикові необхідна для захисту матері і бабусі. Учитель вирішує заступитися за родину учня, бере їх під захист і навіть вступає в бійку. Адже для нього учні — його діти, їх біль — його біль.

## У ролях
- Сергій Бондарчук —  Іван Миколайович Степанов
- Костянтин Смирнов —  Федотов
- Ірина Скобцева —  Ліза Піменова
- Микола Пеньков —  Піменов
- Віра Єнютіна —  мати Миколи Івановича
- Ірина Короткова —  Інна Павлівна
- Валентина Ананьїна —  дружина Загубенного
- Світлана Суховєй —  Таня
- Наталія Вавилова —  дівчинка, епізод
- Тамара Логінова —  епізод
- Данило Нетребін —  епізод
- Олександра Харитонова —  колгоспниця
- Валентин Брилєєв —  епізод
- Світлана Коновалова —  епізод
- Сергій Юрцев —  епізод
- Юрій Кіреєв —  завгосп школи

## Знімальна група
- Режисер —  Юлія Солнцева
- Автор сценарію —  Валентина Нікіткіна
- Оператор —  Дільшат Фатхулін
- Композитор —  В'ячеслав Овчинников
- Художник —  Володимир Філіппов